# Stromatinia gladioli
Stromatinia gladioli är en svampart som först beskrevs av Drayton, och fick sitt nu gällande namn av Whetzel 1945. Stromatinia gladioli ingår i släktet Stromatinia och familjen Sclerotiniaceae.   Inga underarter finns listade i Catalogue of Life.